# Horizon League
La Horizon League es una de las conferencias que componen la División I de la NCAA, cuyos miembros pertenecen a cinco de los estados del Medio Oeste de Estados Unidos, en la zona de los Grandes Lagos. El deporte que más éxitos ha dado a la conferencia es el baloncesto, con constantes apariciones en el Torneo de la NCAA, incluidos los dos campeonatos obtenidos por Butler en 1924 y 1929 y el conseguido por Loyola en 1963. Compiten en 19 deportes, 9 masculinos y 10 femeninos, y tienen su sede en Indianápolis, Indiana.

## Deportes
La Horizon League patrocina las siguientes competiciones deportivas:
| - Masculino - Baloncesto - Béisbol - Natación y saltos - Cross - Tenis - Golf - Fútbol - Atletismo - Atletismo cubierta | - Femenino - Cross - Baloncesto - Golf - Sófbol - Natación y saltos - Voleibol - Tenis - Fútbol - Atletismo - Atletismo cubierta |

## Miembros actuales
| Logo | Institución                                    | Localidad                  | Fundado en | Afiliación | Estudiantes | Año de unión | Equipo           |
| ---- | ---------------------------------------------- | -------------------------- | ---------- | ---------- | ----------- | ------------ | ---------------- |
|      | Universidad Estatal de Cleveland               | Cleveland, Ohio            | 1964       | Pública    | 16.245      | 1994         | Vikings          |
|      | Universidad de Detroit Misericordia            | Detroit, Míchigan          | 1877       | Privada    | 6.000       | 1980         | Titans           |
|      | Universidad de Wisconsin-Green Bay (Green Bay) | Green Bay, Wisconsin       | 1965       | Pública    | 5.800       | 1994         | Phoenix          |
|      | Universidad de Indiana Indianápolis (IU Indy)  | Indianápolis, Indiana      | 1965       | Pública    | 30.105      | 2017         | Jaguars          |
|      | Universidad de Wisconsin-Milwaukee (Milwaukee) | Milwaukee, Wisconsin       | 1885       | Pública    | 28.000      | 1994         | Panthers         |
|      | Universidad del Norte de Kentucky              | Highland Heights, Kentucky | 1968       | Pública    | 15.405      | 2015         | Norse            |
|      | Universidad de Oakland                         | Rochester, Míchigan        | 1957       | Pública    | 17.737      | 2013         | Golden Grizzlies |
|      | Universidad Purdue Fort Wayne                  | Fort Wayne, Indiana        | 1964       | Pública    | 10.208      | 2020         | Mastodons        |
|      | Universidad Robert Morris                      | Moon Township, Pensilvania | 1921       | Privada    | 4.895       | 2020         | Colonials        |
|      | Universidad Estatal Wright                     | Dayton, Ohio               | 1964       | Pública    | 17.074      | 1994         | Raiders          |
|      | Universidad Estatal de Youngstown              | Youngstown, Ohio           | 1908       | Pública    | 13.101      | 2001         | Penguins         |

1. ↑  IU Indy se fundó formalmente en 2024, pero heredó su programa deportivo de la antigua Universidad de Indiana-Universidad Purdue Indianápolis (IUPUI), fundada en 1965.
2. ↑  IU Indy se unió a la conferencia como IUPUI, en representación de la antigua Universidad de Indiana-Universidad Purdue de Indianápolis. Cuando la IUPUI se disolvió en 2024, la nueva IU Indy heredó el programa deportivo.
3. ↑  El campus de Oakland tiene una dirección postal en Rochester, pero está ubicado en las ciudades separadas de Auburn Hills y Rochester Hills.
4. ↑  Purdue Fort Wayne se fundó formalmente en 2018, pero heredó su programa deportivo de la antigua Universidad de Indiana-Universidad Purdue Fort Wayne (IPFW), fundada en 1964.
5. ↑  El campus de Wright State tiene una dirección postal en Dayton, pero está ubicado en la ciudad separada de Fairborn.

### Futuros Miembros
| Logo | Institución                       | Localidad        | Fundado en | Afiliación | Estudiantes | Año de unión | Equipo  |
| ---- | --------------------------------- | ---------------- | ---------- | ---------- | ----------- | ------------ | ------- |
|      | Universidad del Norte de Illinois | DeKalb, Illinois | 1895       | Pública    | 16.769      | 2026         | Huskies |

### Miembros Asociados
| Institución                          | Localización          | Equipo           | Tipo           | Miembro desde | Deporte(s)                 | Conferencia Primaria       |
| ------------------------------------ | --------------------- | ---------------- | -------------- | ------------- | -------------------------- | -------------------------- |
| Universidad Belmont                  | Nashville, Tennessee  | Bruins           | Privada        | 2022          | Tenis masculino            | Missouri Valley Conference |
| Universidad Estatal de Chicago       | Chicago, Illinois     | Cougars          | Pública        | 2022          | Tenis masculino y femenino | Northeast Conference       |
| Universidad de Illinois Oriental     | Charleston, Illinois  | Panthers         | Pública        | 2022          | Tenis masculino            | Ohio Valley Conference     |
| Universidad del Sur de Indiana       | Evansville, Indiana   | Screaming Eagles | Pública        | 2022          | Tenis masculino            | Ohio Valley Conference     |
| Universidad Estatal de Tennessee     | Nashville, Tennessee  | Tigers           | Pública {HBCU) | 2022          | Tenis masculino            | Ohio Valley Conference     |
| Universidad Tecnológica de Tennessee | Cookeville, Tennessee | Golden Eagles    | Pública        | 2022          | Tenis masculino            | Ohio Valley Conference     |

1. ↑  A pesar de ser miembro de pleno derecho de una conferencia que patrocina el tenis masculino y femenino, Chicago State seguirá practicando ese deporte en la Horizon League únicamente en 2024-25.

### Antiguos miembros
| Institución                                                        | Localización            | Equipo         | Tipo    | Año de unión | Año de salida | Conferencia actual                               |
| ------------------------------------------------------------------ | ----------------------- | -------------- | ------- | ------------ | ------------- | ------------------------------------------------ |
| Universidad Butler                                                 | Indianápolis, Indiana   | Bulldogs       | Privada | 1979         | 2012          | Big East Conference                              |
| Universidad de Dayton                                              | Dayton, Ohio            | Flyers         | Privada | 1987         | 1993          | Atlantic 10 Conference                           |
| Universidad Duquesne                                               | Pittsburgh, Pensilvania | Dukes          | Privada | 1992         | 1993          | Atlantic 10 Conference                           |
| Universidad de Evansville                                          | Evansville, Indiana     | Purple Aces    | Privada | 1979         | 1994          | Missouri Valley Conference                       |
| Universidad de la Salle                                            | Filadelfia, Pensilvania | Explorers      | Privada | 1992         | 1995          | Atlantic 10 Conference                           |
| Universidad Loyola Chicago                                         | Chicago, Illinois       | Ramblers       | Privada | 1979         | 2013          | Atlantic 10 Conference                           |
| Universidad Marquette (89-91 para el baloncesto masculino)         | Milwaukee, Wisconsin    | Golden Eagles  | Privada | 1988         | 1991          | Big East Conference                              |
| Universidad del Norte de Illinois                                  | DeKalb, Illinois        | Huskies        | Pública | 1994         | 1997          | Mid-American Conference (Horizon League en 2026) |
| Universidad de Notre Dame (87-97 excluido el baloncesto masculino) | Notre Dame, Indiana     | Fighting Irish | Privada | 1982         | 1986          | Atlantic Coast Conference                        |
| Universidad de la Ciudad de Oklahoma                               | Oklahoma City, Oklahoma | Stars          | Privada | 1979         | 1985          | Sooner Conference (NAIA)                         |
| Universidad Oral Roberts                                           | Tulsa, Oklahoma         | Golden Eagles  | Privada | 1979         | 1987          | The Summit League                                |
| Universidad de San Luis (82-91 para el baloncesto masculino)       | San Luis, Misuri        | Billikens      | Privada | 1981         | 1991          | Atlantic 10 Conference                           |
| Universidad de Illinois en Chicago                                 | Chicago, Illinois       | Flames         | Pública | 1994         | 2022          | Missouri Valley Conference                       |
| Universidad de Valparaiso                                          | Valparaíso, Indiana     | Crusaders      | Privada | 2007         | 2017          | Missouri Valley Conference                       |
| Universidad Xavier                                                 | Cincinnati, Ohio        | Musketeers     | Privada | 1979         | 1995          | Big East Conference                              |

## Historia
En mayo de 1978, la Universidad DePaul albergó una reunión entre las universidades de Bradley, Dayton, Detroit, Illinois State, Loyola, Air Force y Xavier, en la cual acordaron la creación de una conferencia propia. Posteriormente se celebrearon más reuniones en San Francisco, Chicago y St. Louis, a las cuales se unieron los centros de Butler, Creighton, Marquette y Oral Roberts.
El 16 de junio de 1979 nacería por fin la entonces denominada Midwestern City Conference, que estaba formada inicialmente por las universidades de Butler, Evansville, Loyola, Oklahoma City, Oral Roberts and Xavier.

## Palmarés

### Baloncesto masculino
| Universidad       | Campeonatos | Años                                     |
| ----------------- | ----------- | ---------------------------------------- |
| Butler            | 7           | 1997, 1998, 2000, 2001, 2008, 2010, 2011 |
| Xavier            | 6           | 1983, 1986, 1987, 1988, 1989, 1991       |
| Milwaukee         | 4           | 2003, 2005, 2006, 2014                   |
| Northern Kentucky | 4           | 2017, 2019, 2020, 2023                   |
| Wright State      | 3           | 2007, 2018, 2022                         |
| Detroit Mercy     | 3           | 1994, 1999, 2012                         |
| Evansville        | 3           | 1982, 1992, 1993                         |
| Cleveland State   | 2           | 2009, 2021                               |
| Green Bay         | 2           | 1995, 2016                               |
| Oral Roberts      | 2           | 1980, 1984                               |
| UIC               | 2           | 2002, 2004                               |
| Valparaiso        | 2           | 2013, 2015                               |
| Dayton            | 1           | 1990                                     |
| Loyola            | 1           | 1985                                     |
| Northern Illinois | 1           | 1996                                     |
| Oakland           | 1           | 2024                                     |
| Oklahoma City     | 1           | 1981                                     |
| Robert Morris     | 1           | 2025                                     |
| Duquesne          | 0           |                                          |
| IU Indy           | 0           |                                          |
| La Salle          | 0           |                                          |
| Marquette         | 0           |                                          |
| Purdue Fort Wayne | 0           |                                          |
| Saint Louis       | 0           |                                          |
| Youngstown State  | 0           |                                          |

Notes
- Miembros actuales de la conferencia en negrita.
- Fututos miembros en cursiva.